# Карл Мебијус
Карл Мебијус (Ајленбург, 7. фебруар 1825 — Берлин, 26. април 1908) био је немачки зоолог, еколог и бивши директор природњачког музеја у Берлину.

## Биографија
Карл Мебијус је рођен у Ајленбургу, у Саксонији. Са четири године похађао је основну школу, а са дванаест отац га је послао да се школује за наставника. Године 1844. дипломирао је и почео да ради као учитељ у Зезену. Године 1849. студира природне науке и филозофију у природњачком музеју у Берлину. Након што је дипломирао, предавао је зоологију, ботанику, минералогију, географију, физику и хемију у гимназији Хамбурга.

## Екологија
Године 1863. отворио је први немачки акваријум са морском водом у Хамбургу. Године 1868, убрзо након положеног доктората на Универзитету у Хале-Витенбергу, постављен је за професора зоологије на Универзитету у Килу и за директора зоолошког музеја. Највише је истраживао морске животиње и његов први свеобухватни рад о фауни залива Кила већ је истакао његова еколошка становишта.
Између 1868. и 1870. године, Карл Мебијус је од министарства пољопривреде у Пруској добио задатак да спроведе истраживања о остригама у заливу Кила. У то време остриге су се скупљале и продавале по јаким ценама богатој елити. Када је железничка пруга изграђена појавило се више могућности за извоз, потражња за остригама је нагло порасла. Министарство пољопривреде је задужило Мебијуса да истражи потенцијал за даљу експлоатацију острига. Његова истраживања су показала да развој острига није могућ у Северној Немачкој. Основао је израз биоценоза, који је кључни појам у синкологији (екологији заједнице).
Године 1888. Мебијус је постао директор природњачког музеја у Берлину и професор систематике и биогеографија на Хумболтовом универзитету у Берлину, где је предавао до пензије 1905, до осамдесете године.